# هیوم کرونین
هیوم کرونین (انگلیسی: Hume Cronyn؛ ‏ ۱۸ ژوئیهٔ ۱۹۱۱ – ۱۵ ژوئن ۲۰۰۳) هنرپیشه اهل ایالات متحده آمریکا بود. وی بین سال‌های ۱۹۳۴ تا ۲۰۰۳ میلادی فعالیت می‌کرد.
از فیلم‌هایی که وی در آن نقش داشته‌است، می‌توان به نمای پارالاکس، کلئوپاترا، خوی حیوانی، سایه یک شک، اتاق ماروین، پیله، شبح اپرا، پرونده پلیکان، کامیلا، میلیون‌ها بروسترس و قایق نجات اشاره کرد.